# المحرر (كتاب)

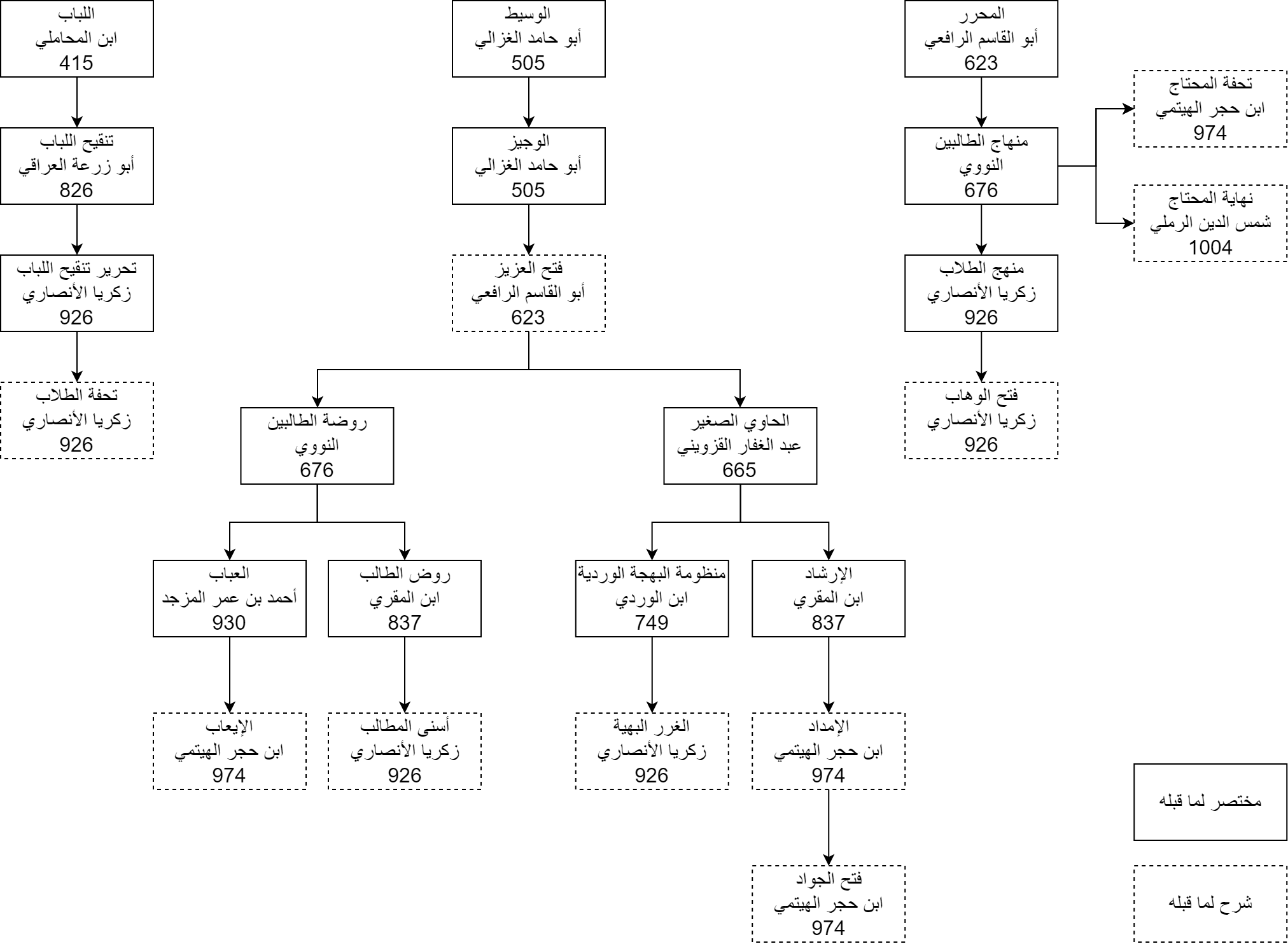
بعض أهم كتب الفقه الشافعي، ويظهر كتاب المحرر أعلى يمين الشجرة.

المحرر في فقه الإمام الشافعي للإمام الفقيه أبي القاسم الرافعي القزويني الشافعي (ت 623هـ / 1226م) يعد من أصول كتب المذهب الشافعي وأمهاتها، وهو كتاب مشهور معتبر عند الشافعية، وترجع أهميته لعظم شأن مصنفه عندهم، فهو أحد الشيخين (الآخر هو النووي)، وإليهما يرجع الفضل في تحرير المذهب الشافعي وتنقيحه، ومن ثم أصبحا عمدة مَن جاء بعدهم من فقهاء الشافعية، وإليهما ينتهي الاجتهاد، وعلى رأيهما يكون في الفتوى والاعتماد. وكتاب المحرر هذا هو أصل كتاب المنهاج للنووي الذي عليه الفتوى عند الشافعية غالباً.

## أصل الكتاب
اختلف المتأخرون في توصيف أصل كتاب المحرر؛ هل هو كتاب مستقل أم مختصر من كتاب قبله، على أقوال:
1. قيل بأنه كتاب مستقل، وليس ملخصاً من كتاب آخر.
2. قيل بأنه مختصر من الوجيز للإمام الغزالي.
3. قيل بأنه مختصر من الخلاصة للإمام الغزالي.

ورجح بعض الباحثين القول الأول، وذلك أن الرافعي لم يذكر في مقدمة كتابه أو غيره أنه اختصر المحرر من غيره من الكتب، كذلك من اختصر الكتاب كالنووي وغيره لم يتعرضوا لذكر أنه اختصار كتاب من هذه الكتب.

## أهمية الكتاب
قال حاجي خليفة في كتابه كشف الظنون:
وهو [أي كتاب المحرر] كتاب معتبر، مشهور بينهم، وشرحه القاضي شهاب الدين أحمد بن يوسف السندي الحصنكيفي المتوفى سنة خمس وتسعين وثمانمئة في أربعة مجلدات، سماه «كشف الدرر في شرح المحرر» التزم فيه ذكر خلاف الأئمة الثلاثة، مع تنقيح مذهبه، وبيان خلاف الترجيح بين الرافعي والنووي، وما عليه الفتوى، وفرغ منه في سنة اثنتين وثمانين وثمانمئة، وشرحه أيضاً شرف الدين علي الشيرازي (ت 907هـ).
وشرحه الشيخ ابن هداية الله ابي بكر المصنف في كتابه الوضوح 
واختصره تاج الدين محمود بن محمد الأصفهيدي الكرماني سماه «الإيجاز»، وهو كتاب كثير الفوائد مشتمل على ما حواه المحرر مع زيادات لطيفة ونكات شريفة، وله شروح، وتوفي سنة سبع وثمانمئة، واختصره علاء الدين علي بن محمد الناجي المتوفى في حدود سنة أربع عشرة وسبعمئة، واختصره الإمام محيي الدين يحيى بن شرف النووي وسماه «المنهاج».